# Université d'Indiana en Pennsylvanie
Pour les articles homonymes, voir IUP.
L'université d'Indiana en Pennsylvanie (en anglais : Indiana University of Pennsylvania ou IUP) est une université américaine située à Indiana dans l'État de Pennsylvanie.

## Source de la traduction
- (en) Cet article est partiellement ou en totalité issu de l’article de Wikipédia en anglais intitulé « Indiana University of Pennsylvania » (voir la liste des auteurs).